# 王季梅
王季梅（1922年—2014年4月24日），男，原籍浙江上虞，生于浙江杭州，中国电工技术专家，曾任西安交通大学教授、博士生导师。被誉为“中国真空电器之父”。